# Mecyclothorax iteratus
Mecyclothorax iteratus är en skalbaggsart som beskrevs av Sharp 1903. Mecyclothorax iteratus ingår i släktet Mecyclothorax och familjen jordlöpare. Inga underarter finns listade i Catalogue of Life.